# Děda (film)
Děda je česká rodinná filmová komedie režiséra Mejly Basela z roku 2016. Na historické dějové linii se režisérsky podíleli Marta Santovjáková Gerlíková a Jiří Novotný. Basel a Santovjáková Gerlíková napsali k filmu i scénář.

## Děj
Snímek se odehrává v odlehlém domě dědečka, s nímž na prázdniny cestují vnoučata. Ta pochází z Prahy a nedokáží se o sebe postarat. Mají strach i z vystoupení z vlaku. Trojice se během své cesty krajinou spřátelí s několika lidmi. Děti jsou zdejším světem uchvácené, a to i přes počáteční strach z nudy. Později naleznou dopisy své prababičky z první světové války. Pochopí zdejší tradice a zvyky. Zjišťují, že je život hezký i bez internetu.

## Obsazení
- František Segrado jako děda
- Anna Čtvrtníčková jako Anička
- Jáchym Dimov jako Frantík
- Petra Hřebíčková jako máma
- David Suchařípa jako táta
- Petr Štíva jako farář
- Jan Václavík jako traktorista Janek
- Kristýna Frejová jako Jaruna
- Bolek Polívka jako Štefan
- Jiří Vymětal jako nádražák

## Lokace
Historická část filmu se natáčela v identické chaloupce ve Velkých Karlovicích. Zde se v roce 1977 natáčel film Stíny horkého léta. Většina scén se natáčela v lednu 2016.